# Xylocopa orthosiphonis
Xylocopa orthosiphonis är en biart som först beskrevs av Cockerell 1908.  Xylocopa orthosiphonis ingår i släktet snickarbin, och familjen långtungebin. Inga underarter finns listade i Catalogue of Life.